# Capriccioli
Capriccioli (dal gallurese capricciòli che in italiano significa capretti) è una famosa località balneare di Arzachena, in Sardegna.

## Geografia
È situata a sud di Porto Cervo a circa 15 km ad est di Arzachena, poco a sud della Cala di Volpe. Le sue due spiagge, divise da un passaggio di scogli granitici, sono di fine sabbia bianca, facilmente raggiungibili e servite da un grande parcheggio.
Nel periodo estivo sono meta di centinaia di vacanzieri attratti dalla bellezza del luogo che risulta immerso in una macchia mediterranea e arricchito dalla vista sulle isole di Mortorio, di Soffi e delle Camere, isole comprese nel Parco dell'Arcipelago di La Maddalena.

## Ambiente
Alle spalle della spiaggia cresce la tipica flora sarda, composta della macchia mediterranea principalmente costituita di ginepri, cisto e olivastri.